# Synagogue de Gotha (1904-1938)
La synagogue de Gotha, inaugurée en 1904, a été détruite en 1938 lors de la nuit de Cristal comme la plupart des autres lieux de culte juif en Allemagne.
Gotha est une ville allemande du Land de Thuringe, à 25 km à l'ouest d'Erfurt. Elle compte actuellement près de 45 600 habitants.

## Histoire de la communauté juive

### Moyen Âge
Une communauté juive existe à Gotha depuis le Moyen Âge. En 1250, on fait mention, à Cologne, pour la première fois d'un Juif Jakob de Gotha et de sa femme Jutta. Le 14 mars 1303, juste avant la Pâque juive, les Juifs sont accusés d'avoir assassiné la fille d'un mineur de Weissensee pour la préparation de la Matza (pain azyme). À la suite de cette accusation de crime rituel, des émeutes antijuives se produisent et huit Juifs de Gotha sont assassinés.
En février 1349, lors de la peste noire, qui ravage l'Empire germanique, les Juifs sont persécutés et la petite communauté de Gotha est anéantie.
Des documents de 1379 prouvent que des Juifs se sont déjà réinstallés en ville. Les familles juives habitent près du marché, dans la Judengasse (ruelle aux Juifs), aujourd'hui la Judenstraße (rue aux Juifs). Au XVIe et au XVIIe siècle, se trouve à proximité de la Judengasse un Judenbad (bain aux Juifs), un bain rituel ou Mikve. Leur principale source de revenu provient du prêt d'argent sur gage.
En 1410, on compte dix familles juives, totalisant environ 55 personnes. Il y a alors un rabbin qui dirige une école (Yechiva), dont les cours sont suivis aussi par des étudiants étrangers à la ville. En 1417, ce rabbin est appelé Judenmeister (Maître des Juifs).
En 1465 et de nouveau en 1543, cette fois de façon définitive, les Juifs soient expulsés de la ville. Malgré cela, un Mikve est mentionné en 1564 et 1614.

### DuXIXeà l'avènement du nazisme
Ce n'est qu'à partir du 8 juin 1768, que quelques commerçants juifs sont autorisés à s'installer en ville avec leur famille. Ils peuvent tenir des offices dans une de leurs maisons, et disposent d'un cimetière devant la Siebleber Tor. Ce n'est qu'après 1848/1855 que les Juifs peuvent s'installer librement dans le duché de Gotha et obtenir le droit de cité. En octobre 1855, les conseillers municipaux prennent position en faveur d'un accueil plus large des familles juives et de leur attribution de la citoyenneté:   
« Les conseillers municipaux [de Gotha], lors de leur réunion d'hier [18 octobre 1855], ont pris une décision de principe. Dans notre municipalité, le principe actuellement en vigueur, que seules quelques familles juives sont autorisées à séjourner, doit être assoupli. Lors de la réunion d'hier, la discussion a porté sur le statut de l'acquisition ou de la perte du droit local de citoyen et aussi si la différence de religion pouvait entraver l'acquisition de ce droit. L'assemblée a répondu non à cette question à une seule voix près, et a approuvé pour seule exception que la citoyenneté soit refusée aux israélites étrangers appartenant à un état dans lequel l'égalité des droits des Chrétiens et des Juifs n'existe pas du tout ou de façon réduite, ce qui ne concerne pas les Juifs du duché de Gotha.  »
En 1866, six familles juives créent une communauté juive dans la ville, qui reçoit en 1870 le statut de personne morale de droit public. Tous les résidents juifs ne rejoignent pas la communauté, car dans le duché de Saxe-Cobourg et Gotha, l'adhésion à une communauté n'est pas obligatoire.  
Le nombre des habitants juifs croît rapidement, principalement par l'installation en ville de familles résidant dans les villes et villages alentour. De 27 habitants juifs en 1864, on passe à 95 en 1872, 119 en 1875, 239 en 1880, 244 en 1885, 297 en 1896, avant de se stabiliser légèrement et reprendre par la suite. Il y a 296 Juifs en 1900, mais 372 en 1910 soit 0,9 % de la population totale de la ville de 39 553 habitants.
La communauté juive possède une synagogue, une école religieuse, un Mikve (bain rituel) et un cimetière. La communauté n'a pas de rabbin, les offices religieux sont célébrés par le maître d'école, qui est en même temps chantre (Hazzan) et shohet (abatteur rituel). D. Röthler va occuper ce poste à partir du 1er janvier 1877 et pendant plusieurs décennies. Il sera le liturgiste lors de l'inauguration de la synagogue en mai 1904.  
Bien avant l'arrivée du nazisme, la communauté juive doit faire face à des diatribes antisémites plus ou moins violentes dans certains journaux. Au début de 1914, l'écrivain Philipp Stauff (en) de Berlin, est jugé à Gotha pour insulte à la religion juive: 
« L'écrivain Philipp Stauff de Berlin a dû répondre devant le tribunal correctionnel de Gotha à des accusations d'insulte à la religion juive sur la base de l'article 166 du Code pénal. Un article grossièrement insultant dans le journal antisémite Thüringer Landeszeitung sous le titre Evangelischer Führer a donné lieu à des poursuites. Il affirme dans l'article que les Juifs considèrent les chrétiens « non comme des hommes mais comme du bétail », que les Juifs « envahissent et rançonnent le peuple » et que « la religion juive se situe nettement en dessous de la religion catholique en ce qui concerne la morale. » L'accusé, qui n'apporte aucune preuve, a déclaré qu'il avait délibérément mis toutes ses allégations et qu'il s'appuie en outre sur le Talmud et la Torah. Le défenseur a fait un long exposé sur les procès antérieurs à Leipzig; il en appelle enfin aux témoins pour prouver la justesse des déclarations de l'accusé, soulignant que ce dernier n'avait aucune conscience d'avoir commis quelque chose d'illégal. Sur sa demande le procès est ajourné… »
Pendant la Première Guerre mondiale, la communauté juive perd six de ses membres. Trois autres personnes nées à Gotha, mais résidant dans d'autres villes sont aussi tuées au combat.
Dans les années 1920, la communauté compte entre 350 et 400 membres. Les commerçants juifs ont dès la fin du XIXe siècle acquis une place importante dans la vie économique de la ville. Ils possèdent des magasins d'habillement, de chaussures, des bazars, des brocantes. Ils dirigent une usine de cuir, une de quincaillerie et une de porcelaine. Ils sont aussi négociants en produits agricoles, en bétail et en fourrure. En 1933, la ville compte sept médecins et un avocat juifs.
En 1925, le Conseil de la synagogue est dirigé par M. Willi Herrmann, le docteur en droit Otto Goldschmidt, M. Grünstein, M. Ledermann, l'avocat Dr Oppenheim et l'industriel M. J. Simson. De nombreuses associations viennent en aide aux plus démunis, comme le Israelitischer Frauenverein (Association des femmes israélites), fondée en 1878 et présidée en 1932 par Minna Schäler, avec 63 membres, et dont le but est d'aider les malades et les personnes dans le besoin; la Gemeindeverein (association communautaire) dirigée en 1932 par Louis Neuhaus; la Jugendverein (Association de la jeunesse); la loge Gotha de l'association Bnei Berith, sous la présidence de Kurt Simson; la loge féminine dirigée en 1932 par Mme Lebram, et à partir de 1930 une association sioniste, dirigée par le Dr Schramm.  
La communauté finance également une école privée d'hébreu, avec en 1932 pour enseignant M. Posenmann. À partir de 1930, Joseph Liberles, qui est en même temps Hazzan (chantre), donne des cours de religion et le nombre d'élèves est de 28 en 1932.  
Les Juifs des villes voisines de Waltershausen, Friedrichroda, Ohrdruf, Georgenthal et Bad Tennstedt, soit en 1932-1933 un total  de 42 personnes sont rattachés à la communauté de Gotha.
En 1932, la communauté est dirigée par Willi Herrmann, président, et S. Israelski, vice-président. Le comité d'école est présidé par R. Schäler et celui de la synagogue par Hugo Lewin. L'ensemble des associations d'aide sociale sont regroupées au sein de la Örtliche Zentrale für jüdische Wohlfahrtspflege - Wohlfahrtsausschuss der Israelitischen Kultusgemeinde (Office central local des associations caritatives juives et de protection de la communauté juive) présidé par Willi Herrmann.

### La période nazie
Le nombre maximum d'habitants juifs à Gotha est atteint en 1933 avec 494 personnes. Après l'arrivée au pouvoir des nazis entrainant le boycott des établissements juifs et de nombreuses brimades à l'égard de la communauté juive, commence un exode massif des Juifs de Gotha soit vers l'étranger, soit vers les grandes villes d'Allemagne. La répression contre la minorité juive et ses institutions commence même dès 1931 avec l'interdiction de l'abattage rituel décidé par le conseil municipal:
« Le conseil municipal de Gotha a adopté une proposition national-socialiste pour l'interdiction de l'abattage rituel à Gotha, par 17 voix pour, 14 contre et 4 abstentions. Le Parti national-socialiste (Nationalsozialistische Deutsche Arbeiterpartei), le Parti national du peuple allemand (Deutschnationale Volkspartei) et le Parti du Reich des classes moyennes allemandes (Reichspartei des deutschen Mittelstandes) ont voté pour; le Parti social-démocrate d’Allemagne (Sozialdemokratische Partei Deutschlands), le Parti démocrate allemand (Deutsche Demokratische Partei) et les communistes du Parti communiste d'Allemagne (Kommunistische Partei Deutschlands) ont voté contre. Le Parti populaire allemand (Deutsche Volkspartei) s'est abstenu… »
En septembre 1935, le journal nazi local publie une liste de 147 adultes juifs « que l'on ne doit plus fréquenter ». Les Juifs qui désirent émigrer sont aidés par un centre de soutien situé dans l'Église du Confesseur, dirigé par les prêtres évangéliques Gerhard Bauer et Werner Sylten (de). Ce dernier sera arrêté par les nazis en 1942 et gazé au centre d'euthanasie de Hartheim. Après la guerre, il sera nommé à titre posthume « Juste parmi les nations ». 
Pendant la nuit de Cristal, du 9 au 10 novembre 1938, la synagogue est incendiée et de nombreux magasins juifs sont pillés et vandalisés. 38 hommes juifs sont déportés au camp de concentration de Buchenwald. En 1939, il ne reste plus que 80 Juifs vivant en ville, et 39 en 1940-1941. En septembre 1942, 28 Juifs sont déportés et au moins sept vont se suicider pour éviter la déportation.
Le mémorial de Yad Vashem de Jérusalem et le Gedenkbuch - Opfer der Verfolgung der Juden unter der nationalsozialistischen Gewaltherrschaft in Deutschland 1933-1945 (Livre commémoratif – Victimes des persécutions des Juifs sous la dictature nazie en Allemagne 1933-1945) répertorient 103 habitants nés, ou ayant vécu longtemps à Gotha (en incluant Friedrichroda) parmi les victimes juives du nazisme.

## Histoire de la synagogue

### Le Moyen Âge
Au Moyen Âge il existait probablement une salle de prière ou une synagogue, mais aucun document ne le prouve.  
Dans la seconde moitié du XIXe siècle, le nombre de familles juives augmente. Les premières salles de prière sont situées dans des maisons d'habitation. Tout d'abord dans la maison d'Eichel au 56 Hauptmarkt, puis dans la maison Liebenstein, 6 Schwabhäuserstraße, et à partir de 1877 dans la maison de Rudolph, 8  Siebleberstraße. La salle de prière est relativement modeste et peu accessible, si bien qu'un voyageur juif visitant Gotha en 1887, prendra le bâtiment de la loge maçonnique comme synagogue et en fera la description dans la revue Der Israelit,.  

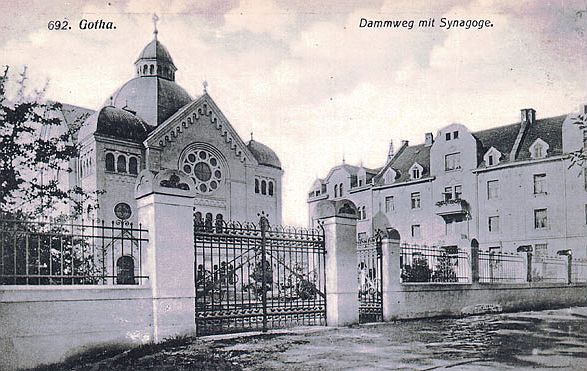
Synagogue de Gotha dans la Hohenlohestraße

### La nouvelle synagogue
En 1903-1904, la communauté israélite construit une nouvelle synagogue de style néoroman au 1 Hohenlohestraße (actuellement Moßlerstraße). Les plans sont conçus par l'architecte Richard Klepzig de Gotha. La synagogue est inaugurée solennellement le 11 mai 1904 en présence du rabbin du Land, le Dr Prager de Cassel: 
« Le 11 de ce mois, notre nouvelle synagogue a été inaugurée de manière vraiment solennelle. Le bourgmestre Liebetreu, avec plusieurs représentants et délégués du conseil municipal, le prédicateur général à la cour Scholz, le pasteur de l'église catholique Unkraut, le pasteur de l'église anglaise Hubbard, et des représentants des communes voisines étaient présents pour la cérémonie. Au nom du gouvernement, le ministre d'État Hertig s'est présenté et a tenu le discours suivant: "Au nom de Son Altesse le Régent et du gouvernement ducal, je vous remercie pour votre aimable invitation à cette célébration. Chaque nouveau lieu qui est bâti pour le service de Dieu, est un signe formidable de la pérennité de l'esprit religieux dans la nature humaine, un monument de l'idéalisme immortel, qui ne cesse de rechercher le plus élevé et de croire en l'homme terrestre dans son lien le plus profond et le plus intime avec l'Éternel. Un tel sentiment ne peut être entretenu et protégé que dans la paix entre chacune des communautés religieuses. Dans notre Land, cette paix nous a été jusqu'à présent accordée; et je l'espère et je le souhaite, sera observée, même dans des temps lointains, indéterminés. Par ma voix, je transmets les vœux de son Altesse Sérénissime le Régent pour l'achèvement des travaux, à la petite, mais dévouée, communauté en fête, qui a fidèlement gardé la foi de ses pères, et je souscrits moi-même à ces vœux du cœur".

Avec une dédicace poétique, une jeune fille remet les clefs du bâtiment sur un coussin de soie à l'architecte en chef, Monsieur Klepzig, qui les présente au ministre d'État avec la demande de mettre la maison de Dieu sous la protection de l'État et de la ville, puis de procéder à l'ouverture. Le ministre transmet  les clefs au bourgmestre Liebetreu, qui après des mots de remerciement pour l'invitation, fait la promesse de toujours défendre les intérêts de la communauté.

Puis les portes de la maison de Dieu sont ouvertes et les invités d'honneur pénètrent dans le bâtiment et sont accueillis par la communauté réunie avec le chant de Boruch habo (Celui qui vient est béni). L'enseignant Roethler entame alors le Psaume 30, et d'autres psaumes en alternance avec le chœur. Puis, il prononce une chaleureuse prière pleine d'émotion pour l'empereur, le duc et le régent, après quoi, portés par les anciens de la communauté, les rouleaux de Torah défilent accompagnés de chants religieux et sont placés dans l'Arche Sainte. Le rabbin du Land, Dr Prager de Cassel prononce le sermon solennel. Le prince héritier régent de Hohenlohe a envoyé un télégramme d'hommage en réponse à la communauté: "Je me réjouis avec votre communauté religieuse de l'achèvement de votre maison de Dieu et vous remercie beaucoup pour l'hommage bienveillant que vous m'avez fait parvenir. Prince héritier Hohenlohe". »
La nouvelle synagogue de style néoroman est construite sur un plan centré, avec un dôme central couronné d'une lanterne surmontée d'une étoile de David. Sur les quatre faces, un pignon triangulaire en avant-corps, prolongé par un toit à deux versants, est entouré de chaque côté par un pavillon d'angle de plan carré. Le bâtiment est situé au milieu d'un jardin planté d'arbres, et entouré d'un muret rehaussé par une grille.

### La destruction de la synagogue
Lors de la nuit de Cristal du 9 au 10 novembre 1938, la synagogue est détruite. Tôt le matin du 10 novembre, le bâtiment est la proie des flammes et va brûler jusqu'à terre. Les ruines vont rester visibles pendant un certain temps, jusqu'au 10 mars 1939 où débutent les travaux de déblaiement. Ces travaux seront mis en totalité à la charge de la communauté juive.
Dans les journaux nazis, les émeutes ne sont qu'une réponse spontanée de la population allemande à l'assassinat du secrétaire d'ambassade à Paris Ernst vom Rath, et donc les Juifs sont désignés responsables de la destruction de leur synagogue: 
« Comme nous l'indiquions rapidement hier, à Gotha aussi, la lâche attaque sournoise des Juifs sur le diplomate allemand à Paris, a conduit à une manifestation d'indignation contre la communauté juive de Gotha. Peu de temps après l'annonce de la mort du conseiller d'ambassade de 1re classe vom Rath, de nombreux concitoyens s'étaient rassemblés dans le centre-ville, pour témoigner de leur indignation. La manifestation a atteint son apogée aux alentours de minuit. Cependant, tout s'est déroulé sans heurts et dans la discipline imposée. Pas un cheveu d'un Juif n'a été touché. Mais leur synagogue y est passée. Les manifestants ont défilé dans la Hohenlohestraße, et très rapidement la maison de prière juive se trouvait en flamme.  Avant d'allumer le feu, la femme de ménage a été prévenue de façon qu'aucune vie humaine ne soit mise en danger. Puis la maison juive s'est enflammée. En un rien de temps, la coupole était en flamme, les pompiers se sont avancés afin de s'assurer que le feu reste circonscrit au bâtiment. Après quelques heures, vers 5 heures du matin, le feu a régressé. La synagogue avec la totalité de ses équipements était entièrement brûlée. Seuls restaient les murs extérieurs. 

Hier matin, la nouvelle de l'incendie de la synagogue s'était propagée rapidement dans la ville, et de nombreux spectateurs ont visité le lieu de l'incendie au cours de la journée. 

Cette explosion de révolte était inévitable et les Juifs ne peuvent qu'en attribuer les conséquences qu'à eux-mêmes. Les Juifs de l'intérieur et les Juifs de l'étranger, ce ne sont tous qu'une seule juiverie. Maintenant, c'en est fini des actions individuelles, la suite, la loi et les décrets s'en chargeront.  »
Depuis 1988, un mémorial est installé sur le site de l'ancienne synagogue. L'artiste Hans Klein de Gotha a conçu une sculpture en forme de deux profilés d'acier repliés, qui doivent symboliser les clôtures des camps de concentration ou la fenêtre cassée d'une maison de Dieu.
En 1991, la section de la Lenaustraße entre la Moßlerstraße et la Gartenstraße a été rebaptisé par la ville de Gotha: An der Synagoge.